# Winchester (New Hampshire)
Winchester è un comune degli Stati Uniti d'America facente parte della contea di Cheshire nello stato del New Hampshire.